# Кубок Азербайджана по футболу 2014/2015
Кубок Азербайджана по футболу 2014/15 годов (азерб. Azərbaycan Milli Futbol Kuboku) был 23-м по счёту и проводился по системе с выбыванием, начиная с 1/16 финала.

## Первый раунд
| Дата       | Хозяева                 | Счёт | Гости                      |
| ---------- | ----------------------- | ---- | -------------------------- |
| 22.10.2014 | МОИК (Баку)             | 1:0  | Локомотив-Баладжары (Баку) |
| 22.10.2014 | Карадаг Локбатан (Баку) | 1:0  | Зиря (Баку)                |

## Второй раунд (1/8 финала)
| Дата       | Хозяева           | Счёт                | Гости                   |
| ---------- | ----------------- | ------------------- | ----------------------- |
| 03.12.2014 | Хазар-Ленкорань   | +:-* (3:0)          | Араз-Нахчыван           |
| 03.12.2014 | Симург (Закаталы) | 6:0                 | Ряван (Баку)            |
| 03.12.2014 | Нефтчала          | 1:2                 | АЗАЛ (Баку)             |
| 03.12.2014 | Карабах (Агдам)   | 4:2                 | МОИК (Баку)             |
| 03.12.2014 | Шахдаг            | 0:3                 | Интер (Баку)            |
| 03.12.2014 | Габала            | 3:0                 | Ахсу                    |
| 03.12.2014 | Нефтчи (Баку)     | 3:0                 | Карадаг Локбатан (Баку) |
| 03.12.2014 | Сумгаит           | 0:0 д.в. (пен. 3:4) | Баку                    |

* Из-за того, что «Араз-Нахчыван» приостановил своё участие в чемпионате и Кубке страны, «Хазар-Ленкорань» получил право выступать в 1/4 финала без игры.

## 1/4 финала
| Дата 1 матча | Дата 2 матча | Хозяева         | Счёт 1 матча | Счёт 2 матча | Гости             |
| ------------ | ------------ | --------------- | ------------ | ------------ | ----------------- |
| 04.03.2015   | 13.03.2015   | Нефтчи (Баку)   | 0:0          | 1:0          | АЗАЛ (Баку)       |
| 04.03.2015   | 13.03.2015   | Интер (Баку)    | 2:0          | 3:0          | Хазар-Ленкорань   |
| 04.03.2015   | 13.03.2015   | Карабах (Агдам) | 3:0          | 4:1          | Баку              |
| 04.03.2015   | 13.03.2015   | Габала          | 0:3          | 0:0          | Симург (Закаталы) |

## 1/2 финала
| Дата 1 матча | Дата 2 матча | Хозяева         | Счёт 1 матча | Счёт 2 матча | Гости             |
| ------------ | ------------ | --------------- | ------------ | ------------ | ----------------- |
| 13.04.2015   | 21.04.2015   | Нефтчи (Баку)   | 2:0          | 1:2          | Интер (Баку)      |
| 13.04.2015   | 21.04.2015   | Карабах (Агдам) | 1:0          | 0:0          | Симург (Закаталы) |

## Финал
3 июня 2015 года
| № | Команда         | итог | Команда       |
| - | --------------- | ---- | ------------- |
| 1 | Карабах (Агдам) | 3:1  | Нефтчи (Баку) |

Матч прошёл на Центральном городском стадионе города Габала, на котором присутствовало 4500 зрителей.
| Обладатель Кубка Азербайджана-2014/15 |
| ------------------------------------- |
| Карабах (Агдам) 4-й титул             |